# Гущин Анатолій Олександрович
Анатолій Олександрович Гущин  (рос. Анатолий Александрович Гущин; нар. 30 листопада 1976, Новочебоксарськ, Чуваська АРСР, СРСР) — російський актор театру і кіно.

## Життєпис
Анатолій Гущин народився 30 листопада 1976 року в Новочебоксарську. Батько — росіянин, мати — чувашка. Навчався у новочебоксарській школі № 10. 
Після школи переїхав до Москви і вступив до Вище театральне училище імені М. С. Щепкіна, яке закінчив у 1998 році. 
Працював у театрі «Співдружність акторів Таганки» у Миколи Губенка. Зараз живе і працює в Москві.

## Особисте життя
Був одружений з Оленою Володимирівною Шешетіною. Син — Данило Гущин.

## Фільмографія
- 2000 «Маросейка 12» — епізод
- 2001 «Далекобійники» — Прийомник
- 2002 «Зірка» — Рядовий Биков
- 2002 «Розпечена суботу» — епізод
- 2003 «А вранці вони прокинулися» — епізод
- 2003 «Ангел на дорогах» — Вася
- 2003 «Жадана» — Славка
- 2003 «Москва. Центральний округ» — епізод
- 2003 «Пригоди мага» — Олексій
- 2004 «Hello, Дохлий!» — епізод
- 2004 «Хлопці зі сталі» — Микита
- 2004 «Ангел на узбіччі» — Кузя
- 2004 «Єгер» — Лошкін
- 2004 «На безіменній висоті» — Прохор
- 2004 «Попіл Фенікса» — Сергій Латишев
- 2004 «Загибель імперії» — Ткачук
- 2005 «Горинич і Вікторія» — Дмитро Бубенцов, «Баобаб»
- 2005 «Єсенін» — Ілля Єсенін
- 2005 «Невідкладна допомога-2» — Гусь
- 2005 «Хлопці зі сталі» — Микита
- 2005 «Пороки та їхні прихильники» — епізод
- 2005 «Покликання» — епізод
- 2006 «Грозові ворота» — Кокора
- 2006 «Опер Крюк» — Лях, друг Крюкова
- 2006 «Офіцери» — Калій
- 2007 «Платина» — Гаврилов
- 2007 «Бурова» — Кузя
- 2007 «Пригоди солдата Івана Чонкіна» — Іван Чонкін
- 2007 «Людина без пістолета» —
- 2007 «Розплата» — епізод
- 2007 «Служба довіри» — Володимир Коркін
- 2007 «Солдати 13» — епізод
- 2007 «Формула стихії» — Куклін
- 2008 «Ріоріта» — Сергій пташки, середній брат
- 2008 «Знахар» — Миха «Ворсистий»
- 2009 «Бурова 2» — Кузя
- 2009 «Глухар: продовження» — Костянтин Васін, слідчий прокуратури
- 2009 «Вій. Повернення» —
- 2009 «Золото скіфів» — Подшибякин
- 2009 «Лігво Змія» — Іван
- 2009 «Петя по дорозі в Царство небесне» — епізод
- 2009 «Викрадення богині» — Антон Григор'єв
- 2009 «Куля-дура 3: Агент для спадкоємиці» — Коля
- 2009 «Суд» — Леонід Ломакін
- 2009 «Господиня тайги» — Колька Крюков
- 2010 «Алібі» на двох — бандит
- 2010 «Терміново в номер. На службі закону» — епізод
- 2010 «Гаражі» — Дільничний Чубик
- 2010 «Глухар: Повернення» — Костянтин Васін, слідчий прокуратури
- 2010 «Коли зацвіте багно» — Олексій
- 2010 «Смерть Вазір-Мухтара» — Сашка
- 2010 «Черкизона. Одноразові люди» — Леонід
- 2011 «Москва: Три вокзалу» — Заїка
- 2011 «Зроблено в СРСР» — Михайло
- 2011 «Товариш Сталін» — Єгор Козлов
- 2011 «Чорні вовки» — Гриня
- 2011 «Смерш. Легенда для зрадника» — Леонід
- 2011 «Життя і пригоди Мішки Япончика» — Іван Мохов
- 2011 «Дикий 2» — затриманий
- 2012 «СК» — Андрій Володимирович Волгін, слідчий
- 2012 «Життя і доля» — Глушков, ординарець
- 2013 «Гетери майора Соколова» — Кирюша
- 2013 «Вій» — Бурсак
- 2013 «Гагарін. Перший в космосі» — Олексій Леонов
- 2013 «Син батька народів» — Толя Гущин
- 2013 «Привіт від Катюші» — Сявріс, шофер
- 2014 «Чиста вода біля витоку» — Мануйлов, слідчий
- 2016 «Вовкулаки» — Лукач
- 2017 «Мурка» — Заремба